# Safia nyctichroa
Safia nyctichroa là một loài bướm đêm trong họ Noctuidae.